# Darmstadt-Wixhausen
Wixhausen är en stadsdel i Darmstadt, Tyskland. Den var tidigare en självständig kommun i södra Hessen. 

## Historiska namn
- ungefär 750: Wigkerhusen
- 1172: Wickenhusen och Wikkenhusen
- ungefär: 1295: wixhusen
- i dag: Darmstadt-Wixhausen

## Demografi
Dokumentmall:
| Datum | Invånare |
| ----- | -------- |
| 1415  | 22 Höfe  |
| 1950  | 3322     |
| 2014  | 6089     |

## Galleri

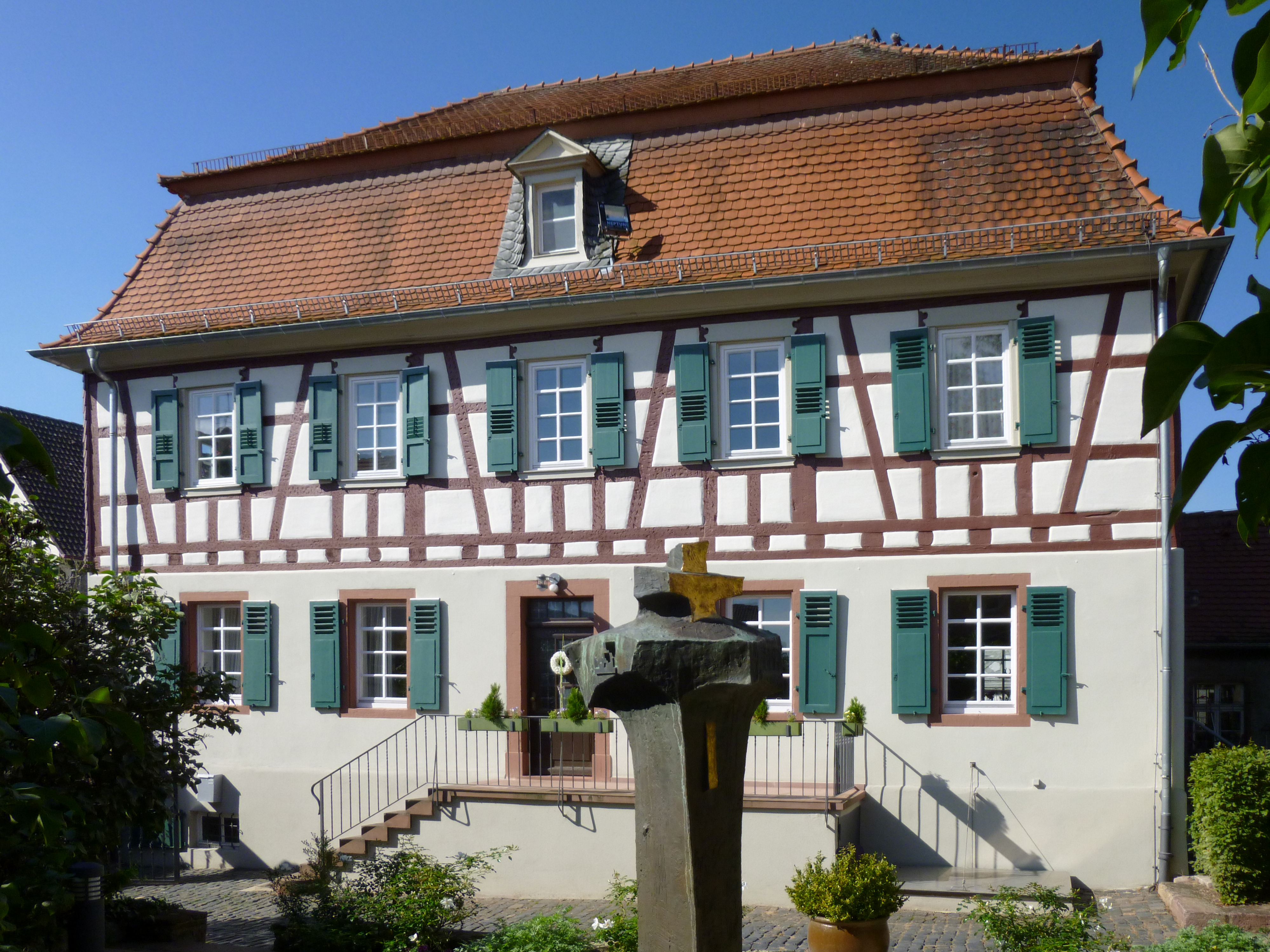
Prästgård, 2012.
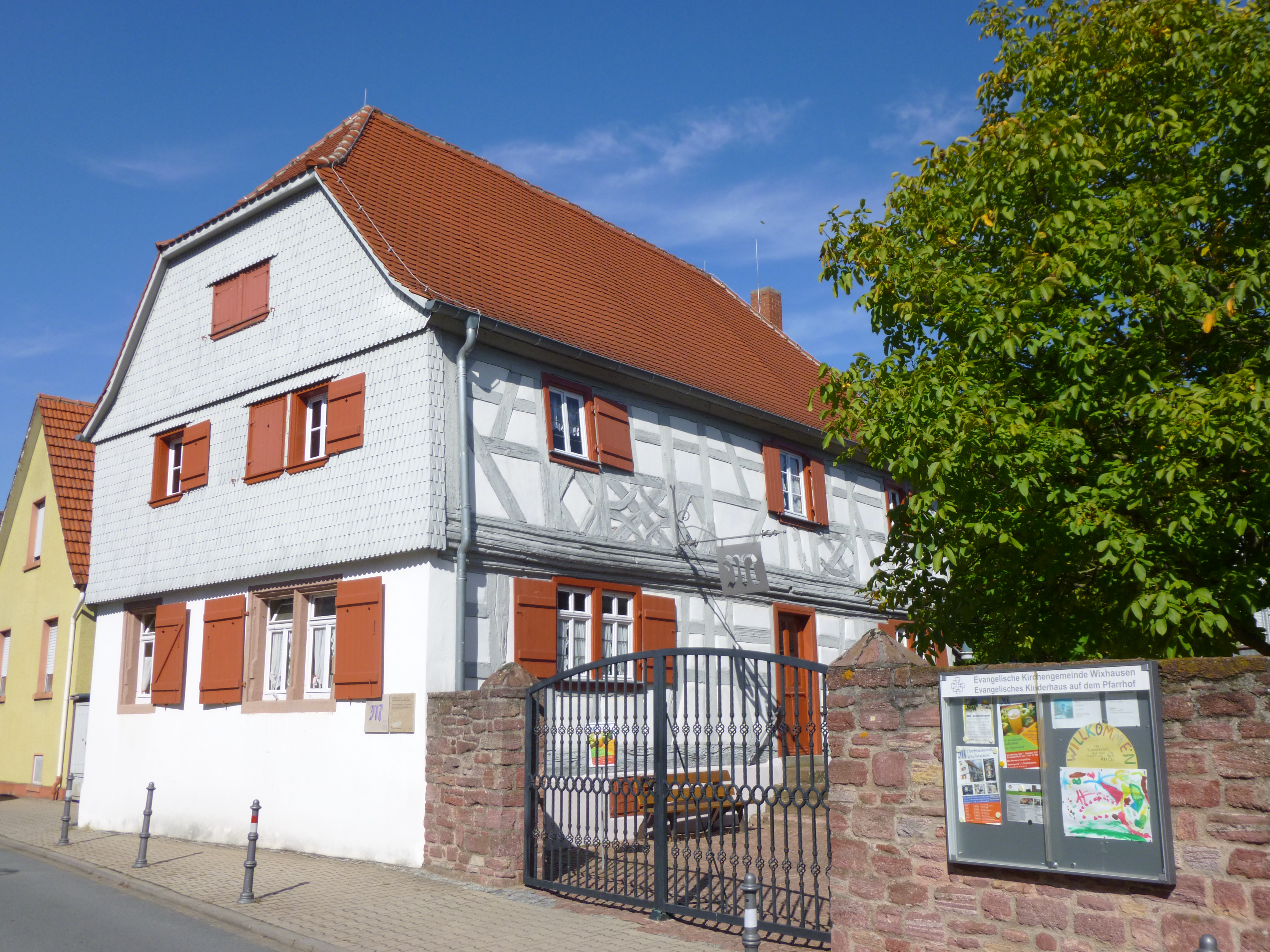
Museum, 2012.
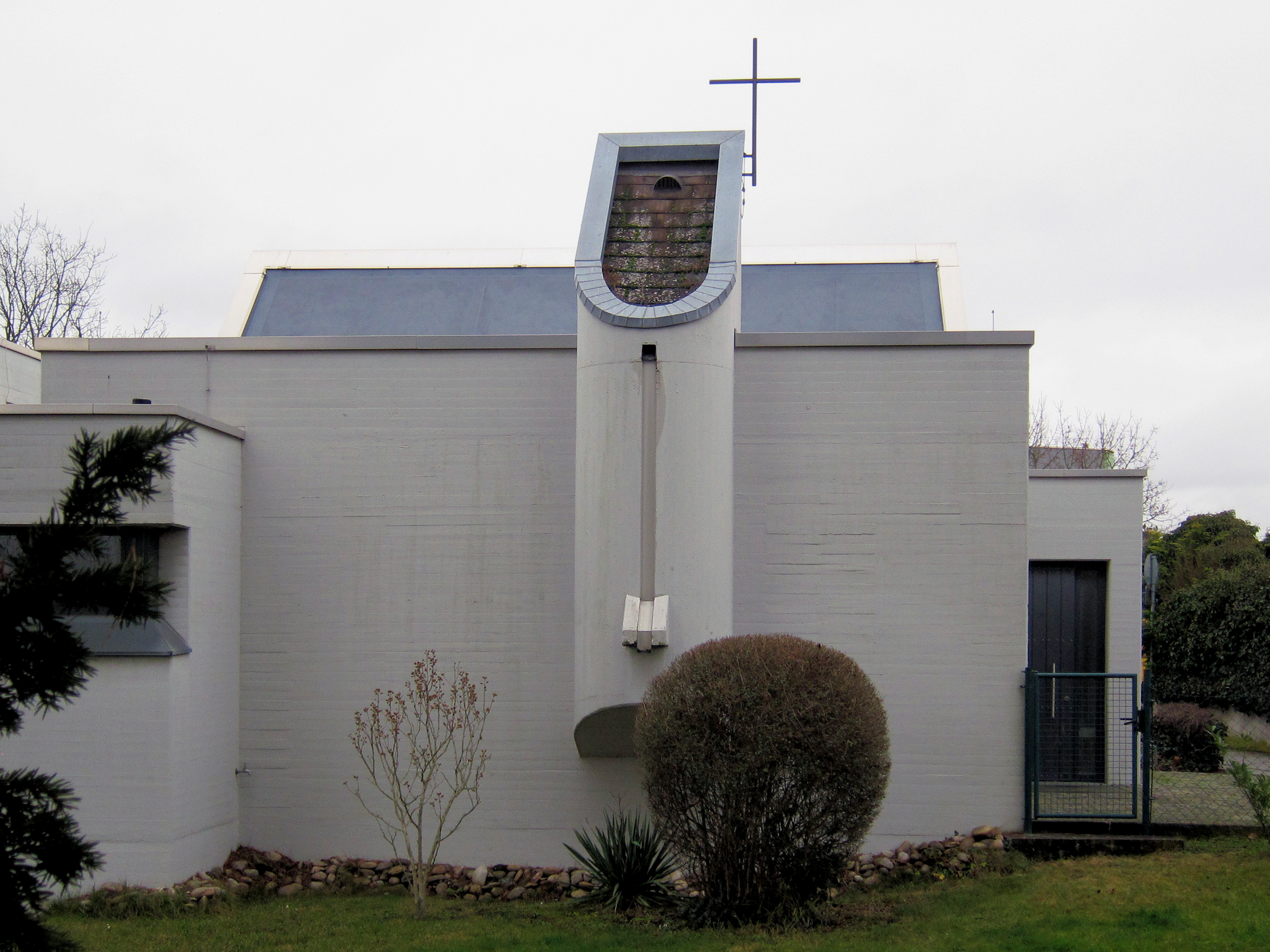
Katolska kyrkan St. Bonifatius (2021)
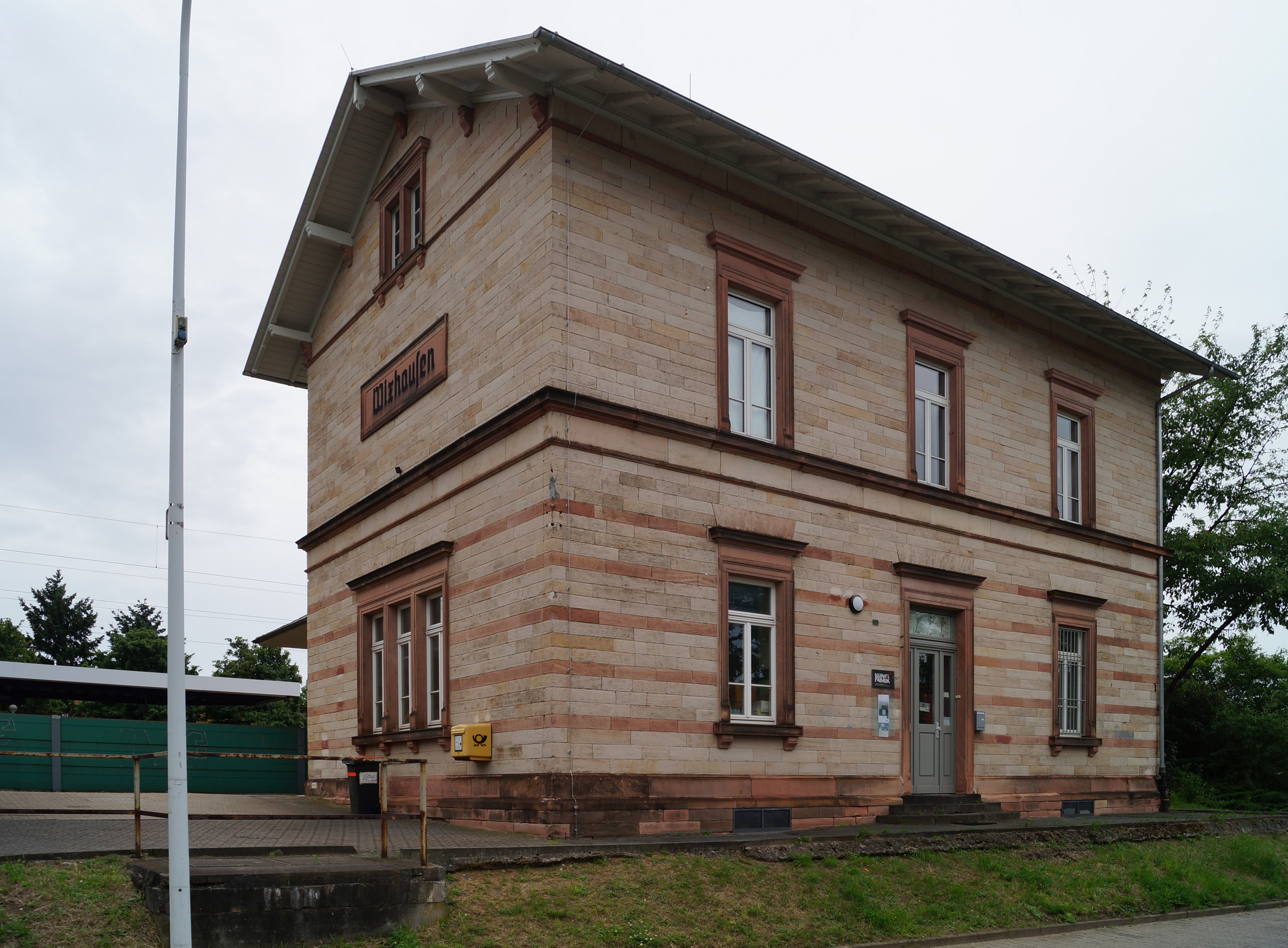
Järnvägsstation och ateljé "Kunstfabrik e. V.", 2012.
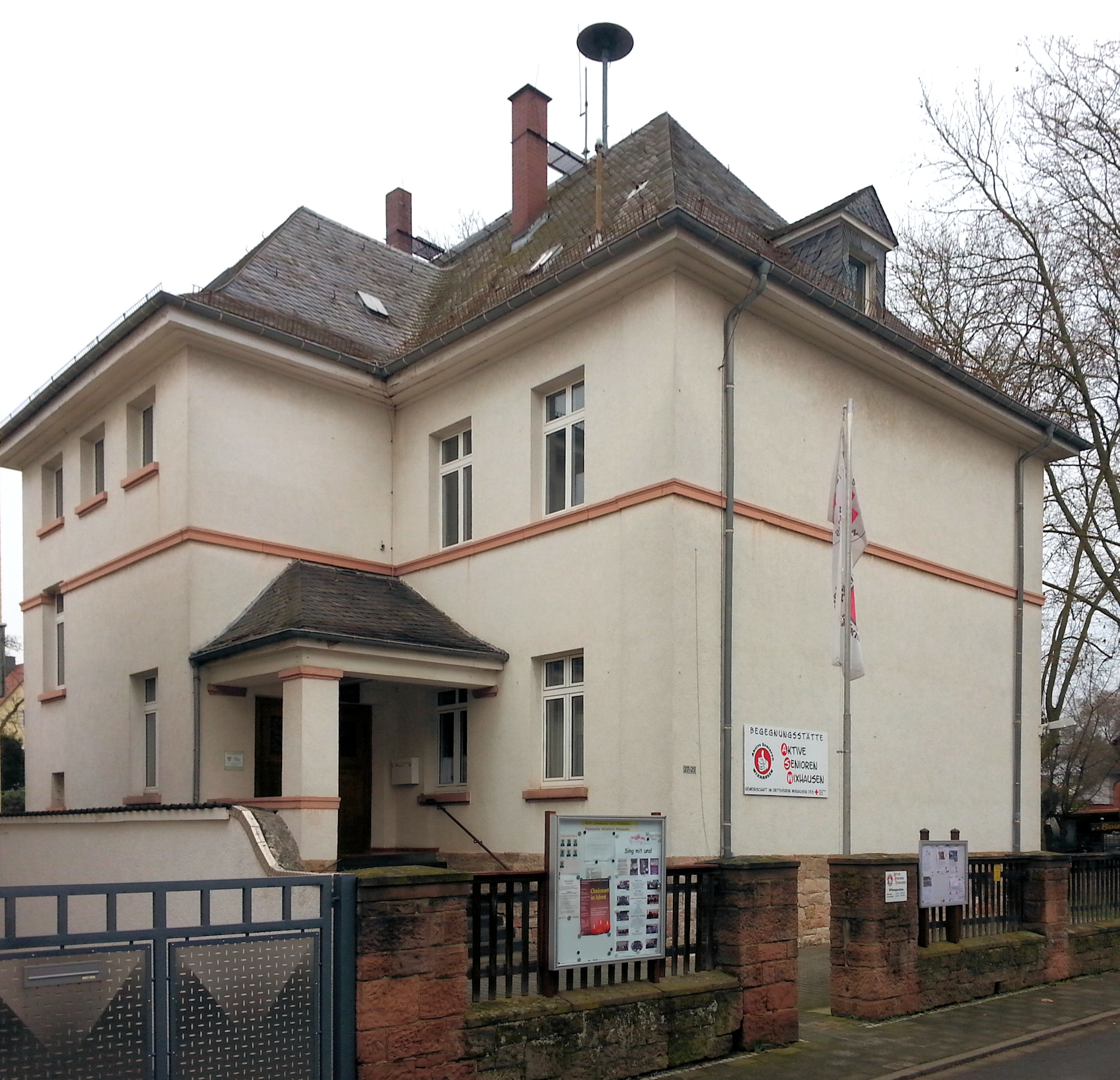
Gamla skola, 2016.
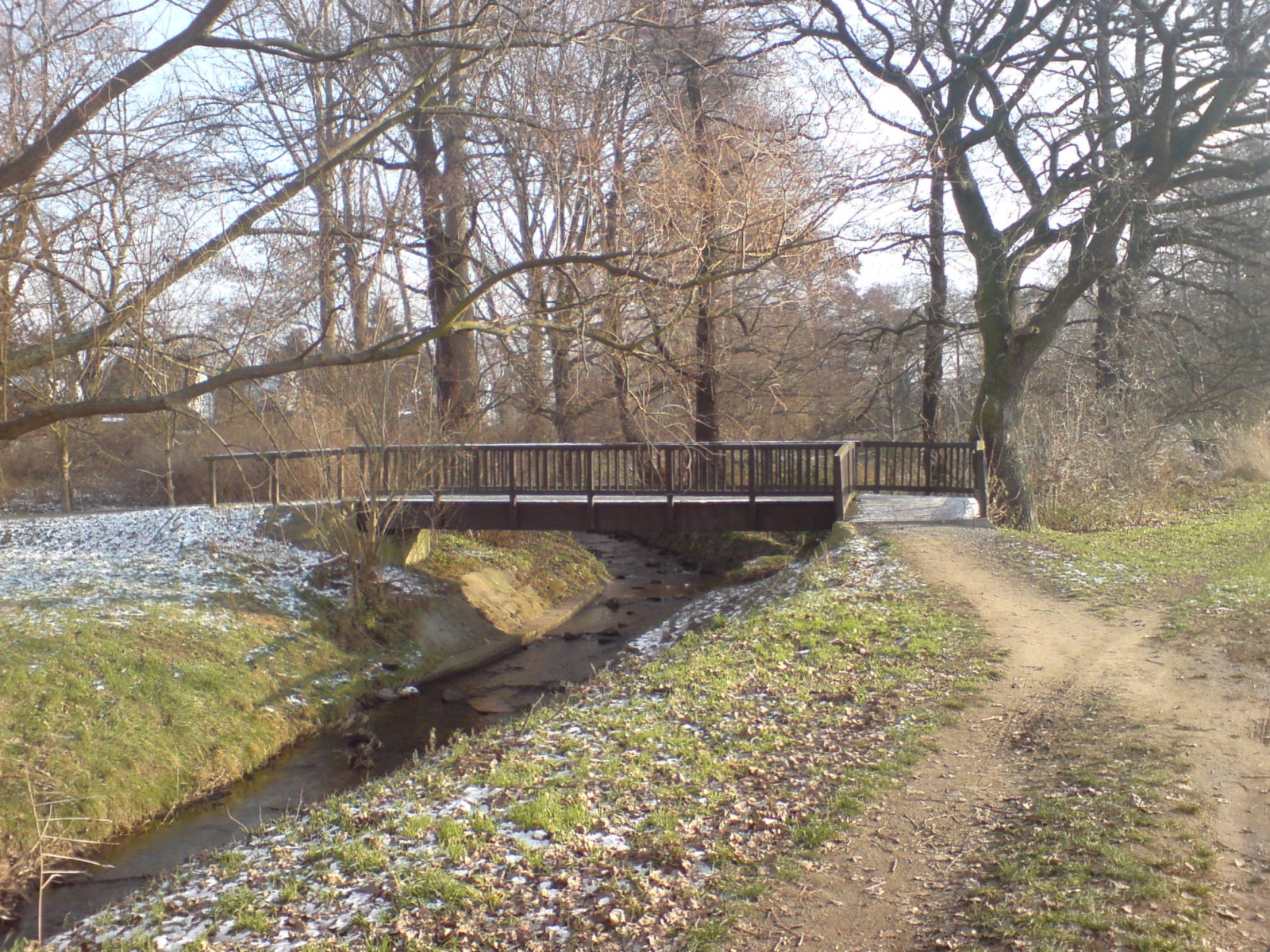
Övergångsställe, 2009.

## Forskning
- Gesellschaft für Schwerionenforschung